# Pilatus (cheval)
Pour les articles homonymes, voir Pilatus.
Pilatus est un étalon reproducteur allemand du stud-book Westphalien, qui a une grande influence sur les lignées actuelles de chevaux de sport.

## Histoire
Pilatus naît dans un élevage privé allemand appartenant à Kunibert Münch. Il se place second de sa classe d'âge en 1967. Il effectue dix saisons de reproduction en Allemagne avant d'être exporté aux Pays-Bas, où il reste jusqu'en 1984.

## Description
Pilatus est un étalon de robe bai foncé, inscrit au stud-book du Westphalien. Il mesure 1,68 m.

## Descendance
Les deux meilleurs fils de Pilatus sont les étalons Pilot et Polydor. Il a engendré 14 étalons. Il est considéré comme un meilleur producteur de chevaux de dressage que de chevaux d'obstacles. Il est, par Pilot, le grand-père de Pro Pilot II et Mr. Blue, et l'arrière-grand-père de Plot Blue.